# Mord ohne Erinnerung
Mord ohne Erinnerung (Originaltitel: The Sleepwalker Killing) ist ein US-amerikanischer Kriminalfilm aus dem Jahr 1997. Regie führte John Cosgrove, das Drehbuch schrieb Lyle Slack anhand des Buchs Sleepwalker von June Callwood.

## Handlung
Mark Schall findet in einer Nacht seine Schwiegermutter getötet und deren Ehemann schwer verletzt; er ruft die Polizei. Da er mit Blut beschmiert und vorbestraft ist, wird er unter dem Mordvorwurf verhaftet. Schall selbst behauptet, er könne sich an die Tat nicht erinnern. Weder die Polizei noch seine Frau Lauren glauben ihm.
Schalls Verteidigung präsentiert dem Gericht eine Theorie, nach der Schall ein Schlafwandler sei und die Tat im Schlaf begangen haben soll. Diese Theorie wird von einem Wissenschaftler bestätigt. Seitdem fürchtet seine Frau, Schall könnte den Mord wiederholen, wenn sie mit ihrer Aussage die Theorie bestätigen würde und man ihn freilassen würde. Trotzdem macht sie eine Aussage, die ihren Ehemann entlastet. Schall wird freigesprochen. Später antwortet er auf eine der Fragen der Reporter, er befinde sich unter ärztlicher Beobachtung und fürchte deswegen nicht, er könne erneut eine ähnliche Tat begehen.

## Kritiken
Die Redaktion von Rotten Tomatoes bezeichnete den Film als ein „spannendes Drama“.
Die Zeitschrift Cinema schrieb, der auf einer wahren Begebenheit beruhende Thriller wirke trotzdem „konstruiert und unglaubwürdig“.

## Hintergründe
Die Premiere in den Vereinigten Staaten fand am 28. April 1997 statt.